# Pastures subalpines de la Serralada Central
Els prats subalpins de la Serralada Central són una ecoregió de prats i matolls montans a l'illa de Nova Guinea. L'ecoregió cobreix les parts més elevades de les Terres Altes de Nova Guinea, que s'estenen al llarg de la columna vertebral de l'illa. Les elevacions elevades donen lloc a rars hàbitats tropicals subalpins i alpins, incloent-hi moltes plantes i animals endèmics.

## Geografia
L'ecoregió inclou zones aïllades per sobre dels 3.000 metres d'altitud a la Serralada Central, o Cordillera Central, de Nova Guinea, i alguns llocs aïllats a les muntanyes de la península de Huon. La Serralada Central s'estén cap a l'est i l'oest a través de Nova Guinea, amb la part occidental de la serralada a Indonèsia i la part oriental a Papua Nova Guinea. Les zones d'alta muntanya a les terres altes inclouen les Muntanyes Neu a la província de Papua d'Indonèsia, les Muntanyes Estrella a la frontera entre Indonèsia i Papua Nova Guinea, les Terres Altes Centrals i Orientals de Papua Nova Guinea i la Serralada Owen Stanley al sud-est de Papua.
Per sota dels 3.000 metres d'altitud, els prats subalpins fan una transició a selves tropicals montanes: les selves tropicals montanes de la Serralada Central al llarg de la major part de la Serralada Central, les selves tropicals del sud-est de Papua al sud-est (Serralada Owen Stanley) i les selves tropicals montanes de la Península de Huon a la Península de Huon.

## Flora
Les comunitats vegetals de l'ecoregió inclouen prats subalpins, matolls, bruguerals i prats alpins.
Els boscos d'alta muntanya es troben per sota del límit arbori, formats per coníferes (espècies de Podocarps, Dacrycarpus, Dacridium, Papuacedrus, Araucaria i Libocedrus) i arbres de fulla ampla de la família de les murtes. Els boscos d'alta muntanya solen tenir una capçada baixa i prima i un sotabosc prominent. El límit arbori és d'aproximadament 3.000 metres d'altitud, que és el límit superior de l'ecoregió de les selves pluvials montanes de la Serralada Central, però en alguns llocs, els boscos s'estenen fins als 3.900 metres.
Les comunitats subalpines inclouen landes arbustives de Rhododendron, Vaccinium, Coprosma, Myrsine, i Saurauia a les vores dels boscos, sabanes de falgueres arborescents (Cyathea spp.) per sobre de pastures, aiguamolls i prats. Matolls baixos i praderies de Deschampsia en forma de tussock es troben immediatament per sota de la zona alpina.
Les comunitats alpines es troben per sobre dels 4.000 metres i estan compostes per herbes compactes, incloent-hi espècies de Ranunculus, Potentilla, Gentiana, i Epilobium; gespes com ara espècies de Poa i Deschampsia; falgueres, molses i líquens. Les plantes en roseta, herbes en coixí, falgueres baixes, les molses i els líquens es tornen més abundants a altituds creixents i substitueixen les herbes per sobre dels 4.300 metres d'altitud. El gel permanent, la neu i la roca nua es troben a les elevacions més altes.

## Fauna
Només deu mamífers són originaris de l'ecoregió. Entre ells tres marsupials (Cangur arborícola unicolor, ratolí marsupial cuanegre, i un cuscús), quatre rosegadors múrids: Tres d'endèmics: Pseudohydromys occidentalis, Rattus richardsoni i Mallomys gunung i un altre no endèmic. Dos ratpenats Microquiròpters, i el gos Canis familiaris.
Hi ha 84 espècies d'aus natives a l'ecoregió. Quatre espècies són estrictament endèmiques. – Guatlla muntanyenca, petroica roquera, Melidectes nouhuysi, Melidectes princeps -.
Altres 20 espècies d'ocells de distribució limitada habiten l'ecoregió i els boscos montans adjacents de baixa altitud. Aquestes espècies de distribució limitada inclouen el lloret tigre pintat, l'egotel d'Archbold, la piula de Nova Guinea, l'acantiza de Nova Guinea, la petroica terrestre grossa, la petroica muntanyenca, Ifrita kowaldi, neosita negra, xiuladora de Lorentz, menjamel dels Maoke, menjamel de Foerster, menjamel pigallat, Melidectes fuscus, menjamel de Belford, menjamel dorsi-rogenc, menjamel estriat, diamant muntanyenc, ocell setinat daurat, menjamel de Lady MacGregor, ocell del paradís de Meyes, ocell del paradís d'Estafania, ocell del paradís esplèndid, ocell del paradís de cintes, i l'ocell del paradís de Rothschild.

## Àrees protegides
El 40,25% de l'ecoregió es troba en zones protegides. Aquestes són: Lorentz National Park, Enarotali Nature Reserve, Pegunungan Wayland Nature Reserve, Pegunungan Jayawijaya Wildlife Reserve, Mount Wilhelm National Park, i YUS Conservation Area.